# نصر القفاص
نصر القفّاص، صحفي وإعلامي مصري. شغل منصب مدير تحرير الأهرام العربي، ثم أصبح مدير مكتب الجزائر بالأهرام، كذلك شغل منصب نائب رئيس تحرير الأهرام بالديسك المركزي ومسئول الطبعة العربية.
شغل سابقاً منصب رئيس لجنة الإعلام بحزب المصريين الأحرار، كما قدم برامج ببعض القنوات مثل المحور وأون تي في.